# Eugène Huat
Eugène Huat est un boxeur professionnel français né le 8 février 1907 à Reims et mort le 15 décembre 1980 à Paris.

## Biographie
Eugène Alfred Huat est le fils de Marcel Alphonse Huat et de Charlotte Lefebvre. Il épouse Blanche Pierrette Le Bihan.
Champion de France amateur en 1926 dans la catégorie poids mouches, il passe dans les rangs professionnels la même année et devient champion de France et d'Europe de la catégorie le 20 juin 1929 après sa victoire contre Émile Pladner. Huat met un terme à sa carrière en 1943 sur un bilan de 81 victoires, 45 défaites et 9 matchs nuls puis devient professeur de boxe. Il meurt à son domicile de la rue de la Paix à Paris à l'âge de 73 ans.